# Selektionsfaktor
Ein Selektionsfaktor ist ein Umweltfaktor, der einen Einfluss auf die Fitness (Fortpflanzungserfolg) eines Individuums hat. Selektionsfaktoren beeinflussen, welchen Weg die Evolution (Evolutionsbiologie) und die Verbreitung (Biogeographie, Ökologie) einer Art nimmt.
Man unterscheidet im Wesentlichen zwischen biotischen, abiotischen, sexuellen und künstlichen Selektionsfaktoren:
- Abiotische Selektionsfaktoren sind solche, die aus der unbelebten Umwelt wirken; beispielsweise: Licht (Helligkeit), Temperatur, Druck, Feuchtigkeit, Windverhältnisse, Nährstoffe usw.
- Biotische Selektionsfaktoren sind solche, die von anderen Lebewesen ausgehen. Man unterscheidet zwischenartliche Selektion (z. B. durch Fressfeinde oder Parasiten) und innerartliche Selektion (z. B. durch Konkurrenz um Nahrung, Geschlechtspartner oder Brutreviere).
- Sexuelle Selektionsfaktoren sind solche, die sich aus der Konkurrenz um Paarungspartner innerhalb einer Art ergeben, durch Konkurrenz der Angehörigen eines Geschlechts, oder durch eine Auswahl durch das andere Geschlecht. Es handelt sich also um einen Spezialfall von innerartlichen, biotischen Selektionsfaktoren.
- Künstliche Selektionsfaktoren sind solche, die auf eine Auswahl durch den Menschen zurückgehen; beispielsweise bei der Zucht von Haustieren.

Selektionsfaktoren üben einen ständigen Druck auf die Entwicklung einer Population aus, man spricht hier auch von einem Selektionsdruck.
Ein Beispiel für einen Selektionsfaktor: Auf Inseln mit ständigen starken Stürmen wie den Kerguelen entwickeln sich flügellose Fliegen – sie werden weniger leicht weggeweht. Der ständige Sturm ist hier ein entscheidender, abiotischer Selektionsfaktor. In trockenen Wüsten sind die Hitze und die Wasserknappheit zwei wichtige Selektionsfaktoren, in polaren Regionen die Kälte und die weiße Farbe des Bodens. 